# Bogdanowicz (herb szlachecki)
Bogdanowicz I (Bochdanowicz, Bohdanowicz) – polski herb szlachecki z nobilitacji galicyjskiej.

## Opis herbu
Opis z wykorzystaniem zasad blazonowania, zaproponowanych przez Alfreda Znamierowskiego:
Na tarczy dzielonej w pas, w polu górnym dwudzielnym, w polu I czerwonym – pół wołu srebrnego w lewo, w II srebrnym – pół konia czerwonego;
W polu dolnym błękitnym trzy podkowy srebrne (2 i 1).
Nad tarczą, dwa hełmy ukoronowane, z dwoma klejnotami, w pierwszym orzeł czarny z głową w lewo, w drugim – trzy pióra strusie, białe między błękitnymi.
Labry z prawej czerwone, z lewej błękitne, podbite srebrem.

## Najwcześniejsze wzmianki
Nadany Michałowi, Walerianowi i Bernardowi Rosko-Bogdanowiczom 9 grudnia 1784 z drugim stopniem szlachectwa (Ritter von). Nobilitowani, kupcy w Stanisławowie, posiadacze majątków Przymiławki, Taustobaby, Orelec, Ottonia i innych, ormiańskiego pochodzenia, wywodzili się z jednej rodziny z nobilitowanymi, którzy otrzymali herby Bochdanowicz i Bogdanowicz II.

## Herbowni
Herb ten był herbem własnym, toteż do jego używania uprawniony jest tylko jeden ród herbownych:
Bogdanowicz (Bochdanowicz, Bohdanowicz).